# Raubritter farkasfalka
A Raubritter farkasfalka a Kriegsmarine tengeralattjárókból álló, második világháborús támadóegysége volt, amely összehangoltan tevékenykedett 1941. november 1. és 1941. november 7. között az Atlanti-óceán északi részének nyugati területein,  Grönlandtól délre és Kanadától nyugatra. A Raubritter (Rablólovag) farkasfalka 14 búvárhajóból állt, amelyek négy hajót süllyesztettek el. Ezek összesített vízkiszorítása 17 064 brt volt. A tengeralattjárók nem szenvedtek veszteséget.

## A farkasfalka tengeralattjárói
| A hajó száma | Parancsnoka             | Részvétel kezdete | Részvétel vége     |
| ------------ | ----------------------- | ----------------- | ------------------ |
| U–38         | Heinrich Schuch         | 1941. november 1. | 1941. november 1.  |
| U–74         | Eitel-Friedrich Kentrat | 1941. november 1. | 1941. november 6.  |
| U–82         | Siegfried Rollmann      | 1941. november 1. | 1941. november 4.  |
| U–84         | Horst Uphoff            | 1941. november 1. | 1941. november 4.  |
| U–85         | Eberhard Greger         | 1941. november 1. | 1941. november 17. |
| U–93         | Horst Elfe              | 1941. november 1. | 1941. november 8.  |
| U–106        | Hermann Rasch           | 1941. november 1. | 1941. november 5.  |
| U–123        | Reinhard Hardegen       | 1941. november 1. | 1941. november 1.  |
| U–133        | Hermann Hesse           | 1941. november 5. | 1941. november 17. |
| U–202        | Hans-Heinz Linder       | 1941. november 1. | 1941. november 5.  |
| U–203        | Rolf Mützelburg         | 1941. november 1. | 1941. november 5.  |
| U–569        | Hans-Peter Hinsch       | 1941. november 1. | 1941. november 8.  |
| U–571        | Helmut Möhlmann         | 1941. november 4. | 1941. november 17. |
| U–577        | Herbert Schauenburg     | 1941. november 1. | 1941. november 8.  |

## Elsüllyesztett hajók
| Dátum             | A búvárhajó száma | A hajó neve     | Nemzetisége        | Vízkiszorítása | Konvoj |
| ----------------- | ----------------- | --------------- | ------------------ | -------------- | ------ |
| 1941. november 3. | U–203             | Empire Gemsbuck | Egyesült Királyság | 5620           | SC–52  |
| 1941. november 3. | U–203             | Everoja         | Egyesült Királyság | 4830           | SC–52  |
| 1941. november 3. | U–202             | Flynderborg     | Egyesült Királyság | 2022           | SC–52  |
| 1941. november 3. | U–202             | Gretavale       | Egyesült Királyság | 4586           | SC–52  |